# Vanessa Abrams
 (mars 2018).
Si vous disposez d'ouvrages ou d'articles de référence ou si vous connaissez des sites web de qualité traitant du thème abordé ici, merci de compléter l'article en donnant les références utiles à sa vérifiabilité et en les liant à la section « Notes et références ».

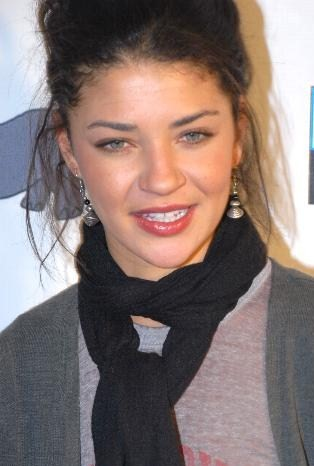
L'actrice Jessica Szohr joue le personnage de la série américaine Gossip Girl Vanessa Abrams.

Vanessa Marigold Abrams est un personnage de fiction récurrent de la série télévisée Gossip Girl. Elle apparaît pour la première fois dans l'épisode 6 de la saison 1.

## Dans les romans
Description physique : 
Vanessa a la peau blanche, des lèvres rouges et de grands yeux noisette; elle est mince mais affiche quelques bourrelets sur le ventre, un peu de graisse sur les hanches et des cuisses rondelettes; elle a quatre gros grains de beauté marrons derrière une oreille, des pieds fortement arqués et tantôt le crâne rasé tantôt de longs cheveux lisses et brillants d'un noir de jais. Elle se fait poser un piercing sur la lèvre supérieure  le jour de ses dix-huit ans.

Biographie : Vanessa Marigold Abrams est une talentueuse réalisatrice de film en devenir qui désire plus que tout accomplir un jour de grandes choses. Elle est la fille cadette d'un couple d'artistes alternatifs hippies et excentriques, Arlo et Gabriela Abrams, et loge dans un appartement de Williamsburg, à Brooklyn, avec sa sœur bassiste, Ruby -plus âgée qu'elle de quatre ans- et le perroquet de cette dernière, Tofu. Vanessa étudie au lycée privé de Constance Billard (= Constance Billard School for Girls) où elle constitue une véritable exception (ou une anomalie comme elle le dit elle-même dans le premier tome) puisque, à l'inverse de ses camarades de classe, elle prête peu d'attention à son allure et aux mondanités. Rebelle, anticonformiste et provocatrice, la jeune fille ira jusqu'à se raser le crâne en seconde afin de se démarquer des autres élèves de son école avec lesquelles elle ne souhaite pour rien au monde sociabiliser et qui ne cessent, à son plus grand dam, de s'extasier continuellement sur sa sublime chevelure noire. Au cours de son adolescence, elle adopte un look punk (crâne rasé, bottines de motard au bout métallique de la marque Doc Martens aux pieds, piercing sur la lèvre supérieure et cols roulés noirs) qui va de pair avec une attitude hostile et des discours sans cesse ponctués de sarcasmes, comportement aux antipodes de celui des autres héroïnes glamour et bien éduquées de la série. Mais ceci bien entendu n'est qu'une façade destinée à masquer ses insécurités et qui cache une nature sensible et généreuse. Vanessa est également la fondatrice du magazine artistique du lycée Constance Billard, Rancœur. Dans le tome 7, elle fait de Blair/Olivia Waldorf sa nouvelle colocataire. Il semble alors que la personnalité de la jeune mondaine ne finisse par déteindre un peu sur notre grande rebelle : Vanessa commence en effet à son contact à porter des couleurs, à soigner davantage son allure et à s'ouvrir au monde avec bonhommie. Elle débute même une brève idylle avec le beau-frère de sa nouvelle complice, Aaron Rose. Durant son année de terminale, un réalisateur de film alternatif très connu, Kenneth Mogul, remarque son travail et lui propose de projeter l'un de ses courts-métrages au défilé de mode d'un célèbre créateur durant la fashion week de New York. Plus tard, il l'embauche même comme assistante de réalisation sur l'un de ses tournages. Dès le début de la série, on découvre que Vanessa est profondément et secrètement amoureuse de son meilleur ami, Daniel Humphrey, qu'elle a rencontré deux ans plus tôt au cours d'une fête durant laquelle ils se sont tous deux retrouvés enfermés dehors. Au cours de leur année de terminale, ils entament une relation sentimentale, cependant cette liaison s'avérera instable, marquée par de nombreuses ruptures et réconciliations. Si au départ intimidée par Serena Van der Woodsen dont elle envie la place de choix qu'elle occupe dans un premier temps dans le cœur de Dan, Vanessa apprend tantôt à connaître la jeune femme et devient ainsi l'une de ses amies. En parallèle, elle tisse également un lien amical étroit avec Jennifer Humphrey (dite Jenny) avec laquelle elle collabore à la conception de la revue Rancoeur. Après le lycée, Vanessa intègre l'université de New York où elle étudie le cinéma pendant quatre ans et laisse finalement ses cheveux repousser. Son petit-ami de l'époque lui offre une petite chienne, Norma Desmond -mi chow-chow mi caniche- qu'elle adopte alors comme animal de compagnie. Dans l'intervalle, sa sœur, Ruby, épouse Piotr, un artiste peintre tchèque et de cette union naît une petite fille, Moxie. Au cours de sa dernière année d'études universitaires, Vanessa décroche la bourse des Nouveaux Réalisateurs pour partir en tournage en Indonésie. À la fin de la série, Dan et elle réalisent qu'ils s'aiment encore et se l'avouent enfin[2].
Liste de ses conquêtes amoureuses : Clark, Daniel Randolph Jonah Humphrey, Jordy Rosenfeld, Aaron Elihue Rose, Hollis Lyons.
Liste de ses ami.e.s : Jennifer Tallulah Humphrey, Serena Caroline Van der Woodsen, Blair/Olivia Cornelia Waldorf, Norma Desmond, Tofu, Matt, Chip, ...

## Saison 1
Vanessa arrive à New York en pleine année scolaire. Elle reprend tout de suite contact avec Dan Humphrey qui est son meilleur ami mais également le garçon qui était amoureux d'elle étant plus jeune. Vanessa pense avoir encore une chance avec Dan mais c'est sans compter sur Serena Van Der Woodsen qui est la nouvelle petite amie de ce dernier, issue des quartiers chics. Acceptant finalement la relation de Dan et Serena, Vanessa reste à Brooklyn où elle jongle entre son job de serveuse et d'aide à la galerie d'art de Rufus Humphrey, le père de Dan. 
C'est par le biais de son meilleur ami qu'elle rencontre Nathaniel Archibald. C'est un des meilleurs partis de Manhattan. Nate et Vanessa se rapprochent au cours d'une sortie un soir (épisode 15) et finissent par sortir ensemble sous l'œil réprobateur de Dan et de Blair Waldorf l'ex petite amie de Nate. Cependant leur relation prendra court dès la fin de la saison. On ne sait pas vraiment pourquoi si ce n'est des problèmes concernant leur milieux sociaux. Nate étant de l'Upper East Side et Vanessa de Brooklyn. Dans cette saison, Vanessa commence à se mêler à un milieu encore inconnu pour elle. Elle devient amie avec Serena, complote avec Blair contre Chuck Bass et sort avec Nate. Elle reste cependant encore très proche de sa banlieue et des gens qui y vivent, les Humphrey étant comme une seconde famille pour elle.

## Saison 2
Elle travaille dans la galerie de Rufus Humphrey dans cette saison. Elle sort avec Nate Archibald, mais ils vont rompre à plusieurs reprises. Entre-temps, Vanessa va avoir une aventure sans lendemain avec Chuck Bass. Finalement, elle terminera la saison en se réconciliant avec Nate.

## Saison 3
Dans la saison 3, Vanessa sort avec Scott Rosson. Elle fera ses études dans l'université de New York auprès de Blair Waldorf, de Dan Humphrey et de Georgina Sparks. Elle sera la colocataire d'une célèbre actrice, Olivia Burke qui sortira avec Dan Humphrey. Après une soirée arrosée, Olivia, Vanessa et Dan font ménage à trois. Il s'ensuit la rupture du couple Olivia/Dan et du rapprochement puis du couple Vanessa/Dan.

## Saison 4
Dans la saison 4, Vanessa Abrams apprend en rentrant de son voyage à Hawaï que Dan, son ex, a un enfant avec Georgina Sparks. Cette nouvelle se révèle fausse par la suite. Après être ressortis ensemble, Vanessa et Dan mettent fin à leur relation.